# 중앙수단어족
중앙수단어족은 약 60개의 아프리카 언어가 이루는 어족이다. 나일사하라어족의 일부라고 주장된 바 있다. 중앙수단어족 언어는 중앙아프리카공화국, 차드, 남수단, 우간다, 콩고민주공화국, 카메룬에서 쓰인다. 피그미족의 언어인 에페어와 아소아어도 여기에 속한다.

## 분류
대여섯 개의 하위 언어군이 널리 인정되며, 이들은 전통적으로 동부와 서부로 나뉜다.

### Starostin (2016)
Starostin (2016)은 동부중앙수단어파(렌두어, 망베투어, 루그바라어 등, 콩고민주공화국 동북부에 집중 분포)는 인정하지만, 봉고바기르미어파와 크레시어파로 구성되어 차드, 중앙아프리카공화국, 남수단에 산재한 서부 집단의 단일성은 인정하지 않는다.
|  | 망베투어파 (2–3)    |
|  |                     |
|  | 망부투·레세어파 (5) |
|  |                     |
|  | 렌두어파 (2–3)      |
|  |                     |
|  | 모루·마디어파 (10)  |
|  |                     |

|  | 비리어 (1)     |
|  |                |
|  | 크레시어파 (2) |
|  |                |

|  | 망베투어파 (2–3)    |
|  |                     |
|  | 망부투·레세어파 (5) |
|  |                     |
|  | 렌두어파 (2–3)      |
|  |                     |
|  | 모루·마디어파 (10)  |
|  |                     |

|  | 비리어 (1)     |
|  |                |
|  | 크레시어파 (2) |
|  |                |

## 참고 문헌
- Blench, Roger. 2011. "Can Sino-Tibetan and Austroasiatic help us understand the evolution of Niger-Congo noun classes?", 보관됨 2013-05-18 - 웨이백 머신 CALL 41, Leiden.
- Blench, Roger. Central Sudanic overview.
- Blench, Roger. 2018. Core and peripheral noun morphology in Central Sudanic languages. Proceedings of the 13th Nilo-Saharan Conference University of Addis Ababa, 6th May, 2017
- Starostin, George. On Mimi, Journal of Language Relationship, v. 6, 2011, pp. 115–140.